# Cantón del Mont-Blanc
El cantón del Mont-Blanc (en francés canton du Mont-Blanc) es una circunscripción electoral francesa situada en el departamento de Alta Saboya y la región de Auvernia-Ródano-Alpes. El bureau centralisateur es Passy.
Fue creado por el decreto nº 2014-153 del 13 de febrero de 2014 que entró en vigor en el momento de la renovación general de asamblearios departamentales en marzo de 2015.

## Composición
El cantón está formado por siete comunas:
- Passy (bureau centralisateur)
- Chamonix-Mont-Blanc
- Les Contamines-Montjoie
- Les Houches
- Saint-Gervais-les-Bains
- Servoz
- Vallorcine